# بووبلس (داکوتای شمالی)
بووبلس(به انگلیسی: Bowbells) شهری در ایالت داکوتای شمالی کشور ایالات متحده آمریکا است که جمعیت آن در سرشماری سال ۲۰۱۰ میلادی، ۳۳۶ نفر بوده‌است.